# Johnny Winter (Album)
Johnny Winter ist das zweite Studioalbum des amerikanischen Bluesrock-Musikers Johnny Winter.

## Hintergrund
Im Februar 1969 unterzeichnete Johnny Winter einen hochdotierten Plattenvertrag bei Columbia Records. Die Studioaufnahmen des Albums fanden von Februar bis März 1969 in der Besetzung seines ersten Albums The Progressive Blues Experiment mit Tommy Shannon am Bass und „Uncle“ John Turner am Schlagzeug statt. Als Gastmusiker wirkten sein jüngerer Bruder Edgar Winter (Klavier, Altsaxophon) sowie die prominenten Chicagoer Bluesveteranen Willie Dixon (Kontrabass) und Walter Horton (Mundharmonika) mit.
Das Album verschaffte Winter den internationalen Durchbruch und erreichte Platz 24 in den Billboard 200 Album-Charts.
Wie bereits beim Album The Progressive Blues Experiment  besteht die Titelauswahl aus einer Mischung von Interpretationen traditioneller Bluestitel und bluesorientierter Eigenkompositionen von Johnny Winter.

## Titelliste
1. I’m Yours and I’m Hers (Johnny Winter) – 4:32
2. Be Careful with a Fool (B. B. King) – 5:17
3. Dallas (Johnny Winter) – 2:48
4. Mean Mistreater (James Gordon) – 3:53
5. Leland Mississippi Blues (Johnny Winter) – 3:32
6. Good Morning Little Schoolgirl (John Lee Williamson) – 2:45
7. When You Got a Good Friend (Robert Johnson) – 3:41
8. I’ll Drown in My Tears (Henry Glover) – 4:46
9. Back Door Friend (Lightnin’ Hopkins, Stan Lewis) – 2:55

## Besetzung
- Johnny Winter: E-Gitarre, National-Steel-Gitarre, Gesang, Mundharmonika
- Tommy Shannon: Bass
- „Uncle“ John Turner: Schlagzeug
- Edgar Winter: Klavier auf I'll Drown in My Tears, Altsaxophon auf Good Morning Little Schoolgirl
- Willie Dixon: Kontrabass auf Mean Mistreater
- Walter Horton: Mundharmonika auf Mean Mistreater
- Karl Garin: Trompete auf Good Morning Little School Girl und I'll Drown in My Tears
- Stephen Ralph Sefsik: Altsaxophon auf I'll Drown in My Tears
- A. Wynn Butler: Tenorsaxophon auf I'll Drown in My Tears
- Norman Ray: Baritonsaxophon auf I'll Drown in My Tears
- Carrie Hossell: Hintergrundgesang auf I'll Drown in My Tears
- Peggy Bowers: Hintergrundgesang auf I'll Drown in My Tears
- Elsie Senter: Hintergrundgesang auf I'll Drown in My Tears

## Rezeption
Von Blues Rock Review wird das Album wie folgt bewertet: „Das 1969 erschienene erste Major-Label-Album von Johnny Winter ist nichts weniger als ikonisch. Es zeigt den texanischen Gitarristen auf dem Höhepunkt seines Könnens, wie er sowohl Cover als auch Originale mit unnachahmlicher Wildheit zerschneidet und zerreißt, aber auch mit einer starken akustischen Leistung für die dringend benötigte Dynamik sorgt. Der heftige Bluesrock-Titel „I'm Yours and I'm Hers“ ist ein Meisterstück auf der Slide-Gitarre, während die originelle akustische Eigenkomposition „Dallas“ leicht als eine vergessene Delta-Blues-Nummer durchgehen könnte. „Leeland Mississippi Blues“ grenzt an Hardrock und spielt sich mit düsterer Zuversicht ab, während die inspirierte Bearbeitung des Vorkriegsklassikers „Good Morning School Girl“ unübertroffen bleibt. Robert Johnsons „When You Got a Good Friend“ erhält die unverwechselbare Interpretation von Winter, während „Back Door Friend“ sich dagegen stark auf seinen druckvollen Mundharmonika-Sound (mit freundlicher Genehmigung von Big Walter Horton) fokussiert. Außerdem gibt es mit Ray Charles „I'll Drown in My Tears“ überraschenderweise auch eine wunderschöne R&B-Ballade. Der Höhepunkt des Albums ist jedoch Winters Interpretation der B.B. King-Nummer „Be Careful with a Fool“. Winter verwandelt Kings eher unbeschwerten Song in eine bösartige Abschussrampe für ein thermonukleares Leadgitarren-Inferno, das perfekt zum Text und seiner Schilderung eines Mannes passt, der es leid ist, von seiner Frau schlecht behandelt zu werden. Johnny Winters selbstbetiteltes Werk bleibt sein bisher bestes, da es ein perfektes Gleichgewicht zwischen komplizierter akustischer Meisterschaft und roher elektrischer Intensität bietet.“